# Мечеть Джамай

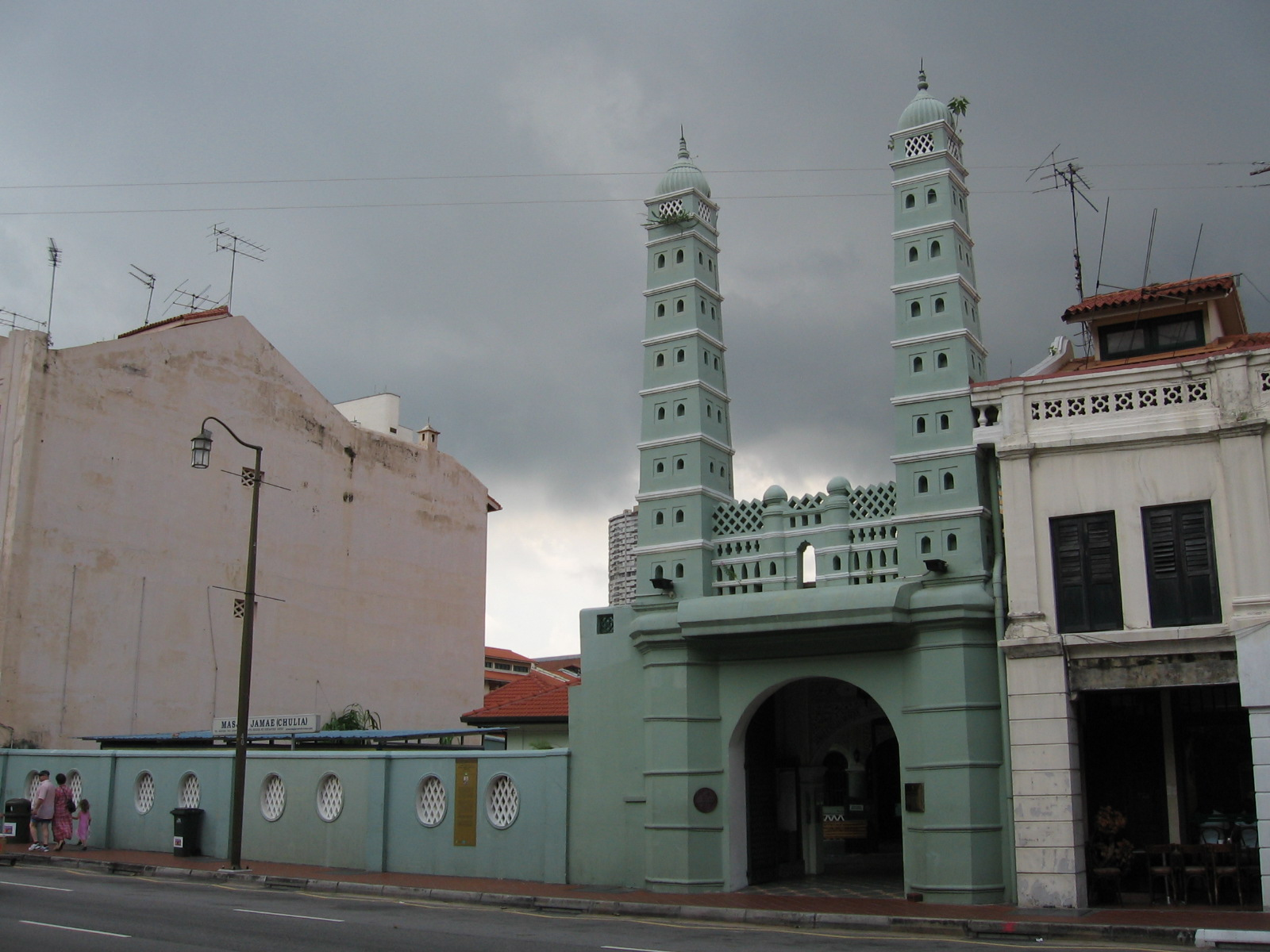
Мечеть Джамай

Мечеть Джамай (малай.Masjid Jamae; китайский язык: 詹美回教堂) — одна из самых ранних мечетей в Сингапуре, и расположена в районе Китайского квартала в пределах Центральной Области, центрального делового района Сингапура.
Была установлена в 1826 году. Эта мечеть также известна как Мечеть Чулия, Мечеть Мейдин или известна как Большая Мечеть среди тамильского мусульманского сообщества в Сингапуре. Улица, на которой она стоит — Улица Мечети, возможно, названа именно по этой мечети.

## История
Мечеть Джамай была настроена тамильскими мусульманами с берегов Южной Индии. Они прибыли в Сингапур главным образом как торговцы и менялы, в течение короткого времени, они сумели построить три мечети; Мечеть Джамай была первой. Другие две — Мечеть Абдуль Гаффур и Мечеть Нагоре Дурга.
В 1894, Мечеть Джамай и Нагоре Дурга были под опекунством правительства, под котором они оставались до 1961.
Мечеть была закончена в 1830. Мечеть Джамай направлена к Мекке.
Памятник национального наследия с 29 ноября 1974.

## Архитектура
Вход в мечеть осуществляется через ворота, созданные двумя восьмиугольными минаретами, с луковыми куполами и миниатюрным четырёхэтажным дворцом на фасаде. Ккаждый минарет включает семь уровней, украшенных миниатюрным михрабом. Имитация дворца на крыше над входом, между минаретами. Запутанно-сложно разработанный, с крошечными дверьми имеющие форму окна.
Архитектурный стиль мечети эклектичен. В то время как входные ворота — отчетливо можно клацифицировать в южноиндийский стиль, то два молитвенных зала и святыня находятся в Неоклассическом стиле, типичном для ирландского архитектора Джорджа Драмгула Колемана.
Мечеть Джамай долгое время служила ориентиром, и была замечена на открытках ещё 19-го столетия.